# Усольє-Сибірське

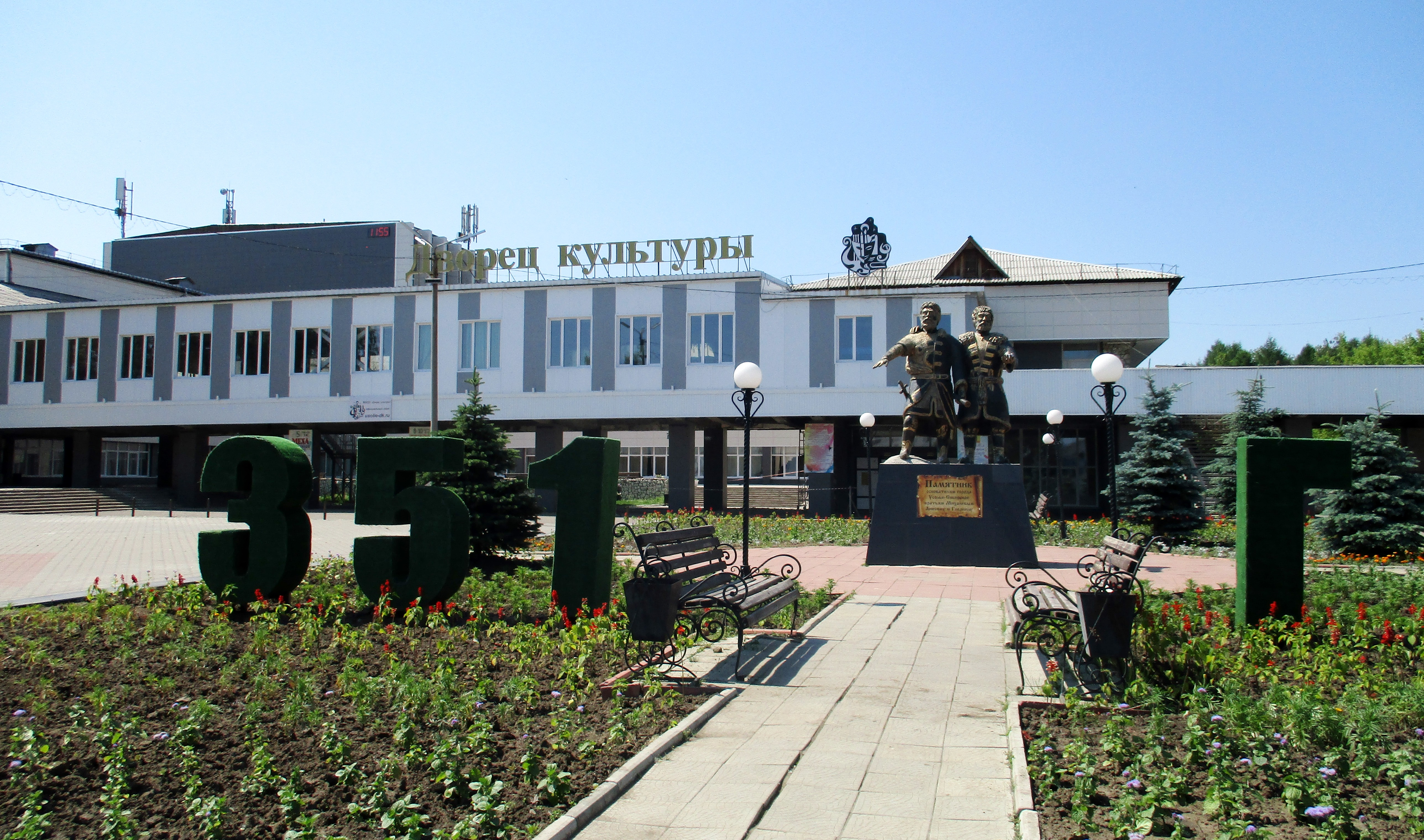
Палац культури і пам'ятник Анісіму та Гаврилу Михальовим

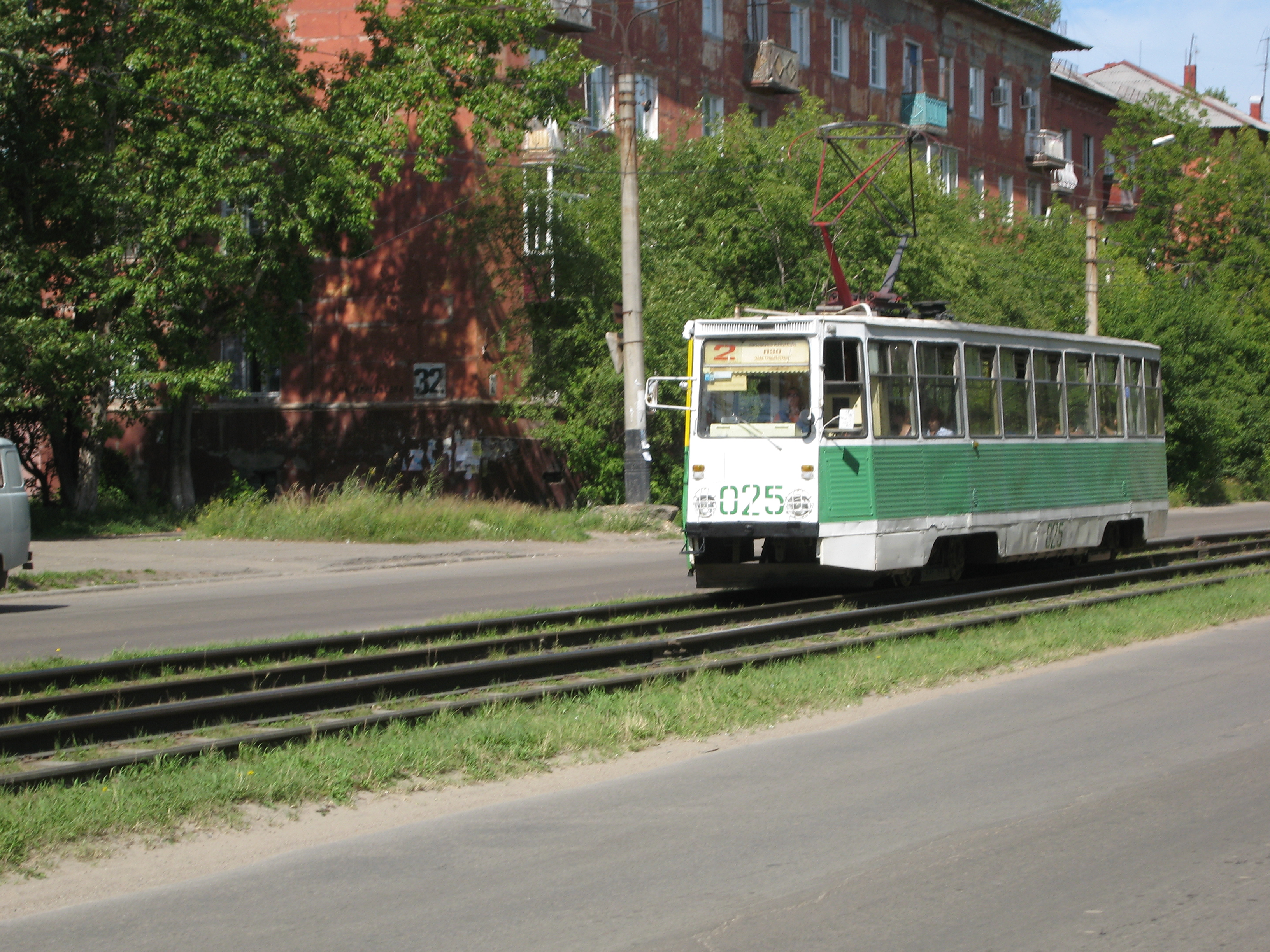
Усольський трамвай

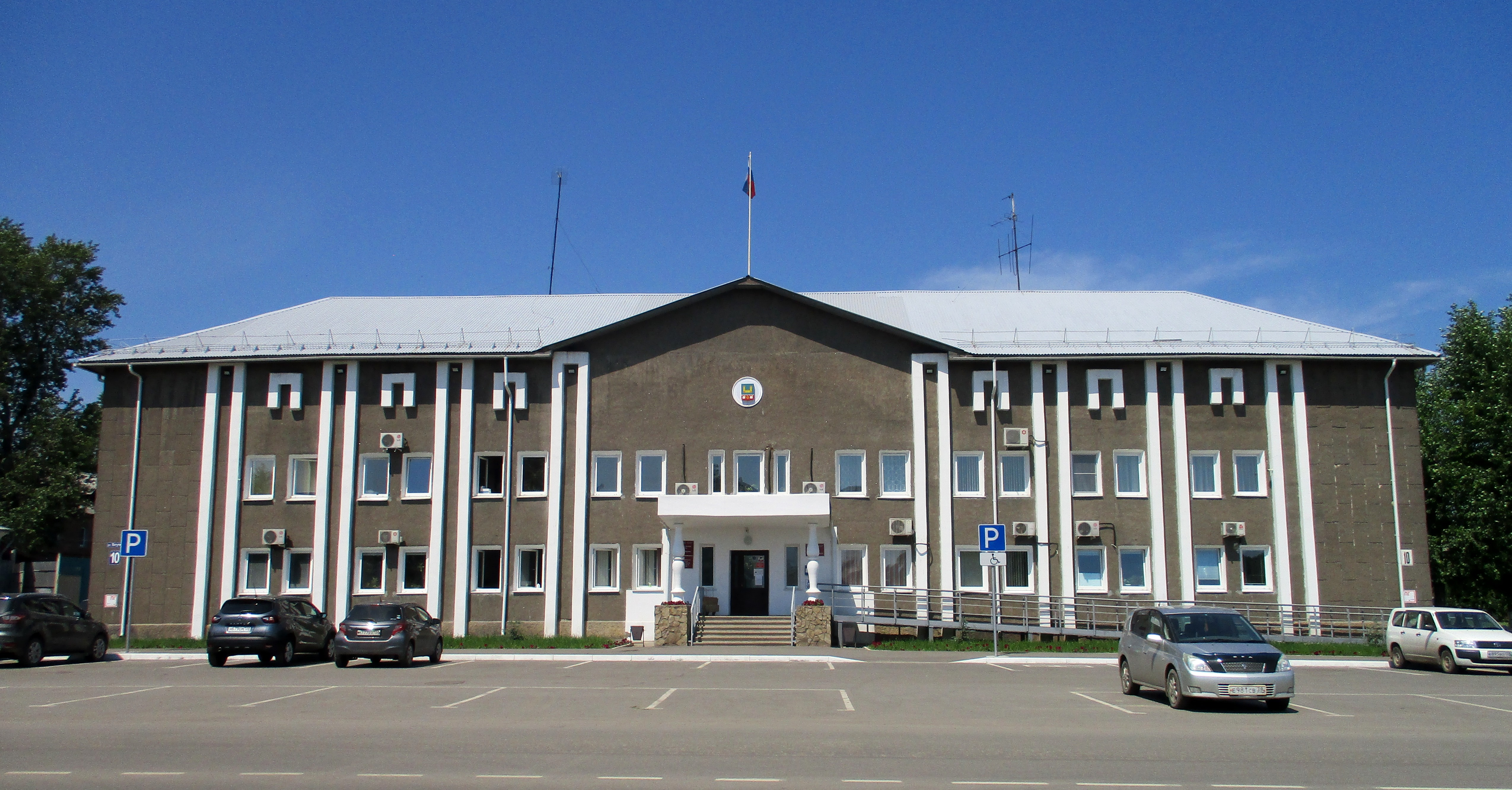
Адміністрація Усолья-Сибірського

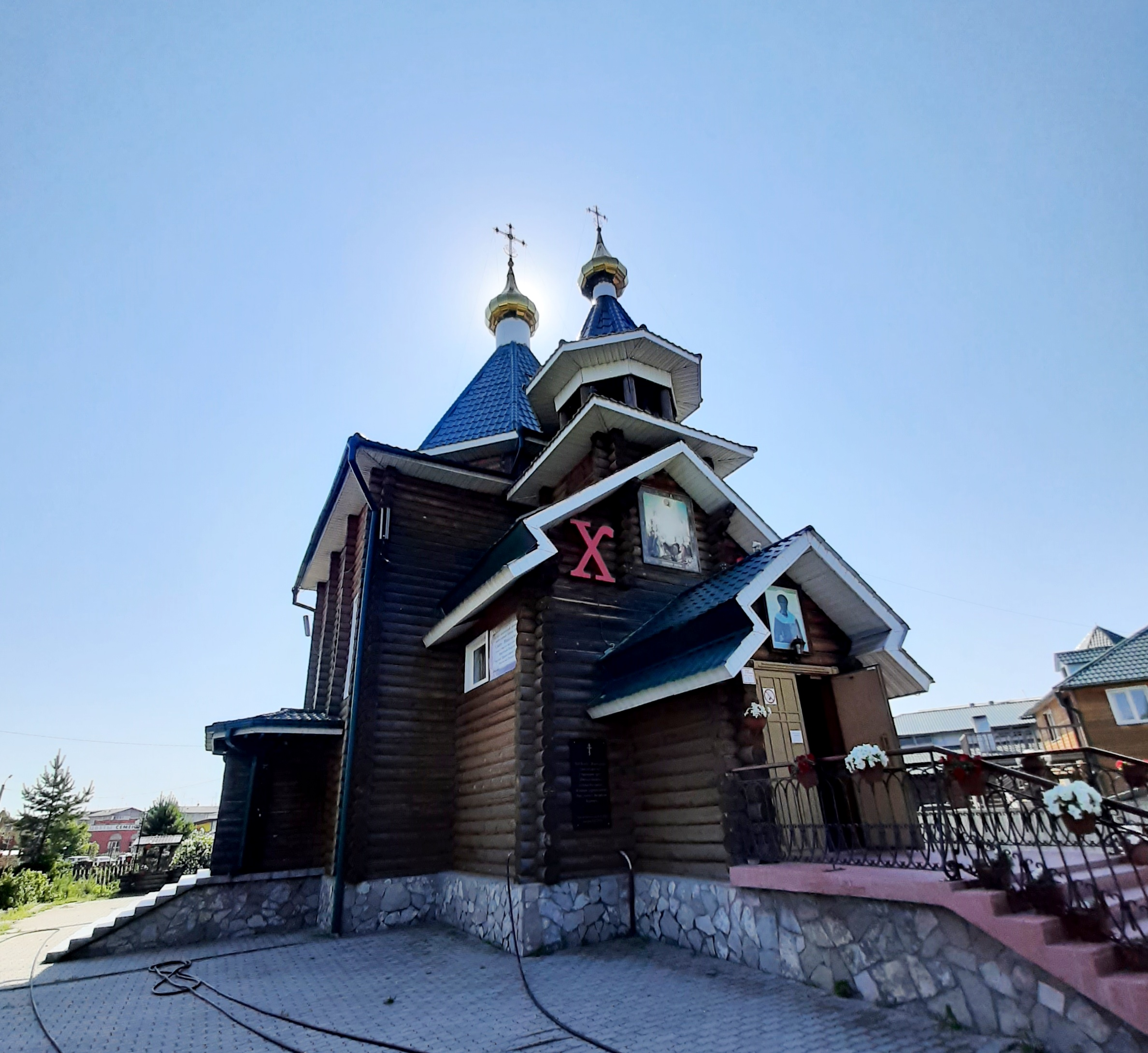
Свято-Микольський храм

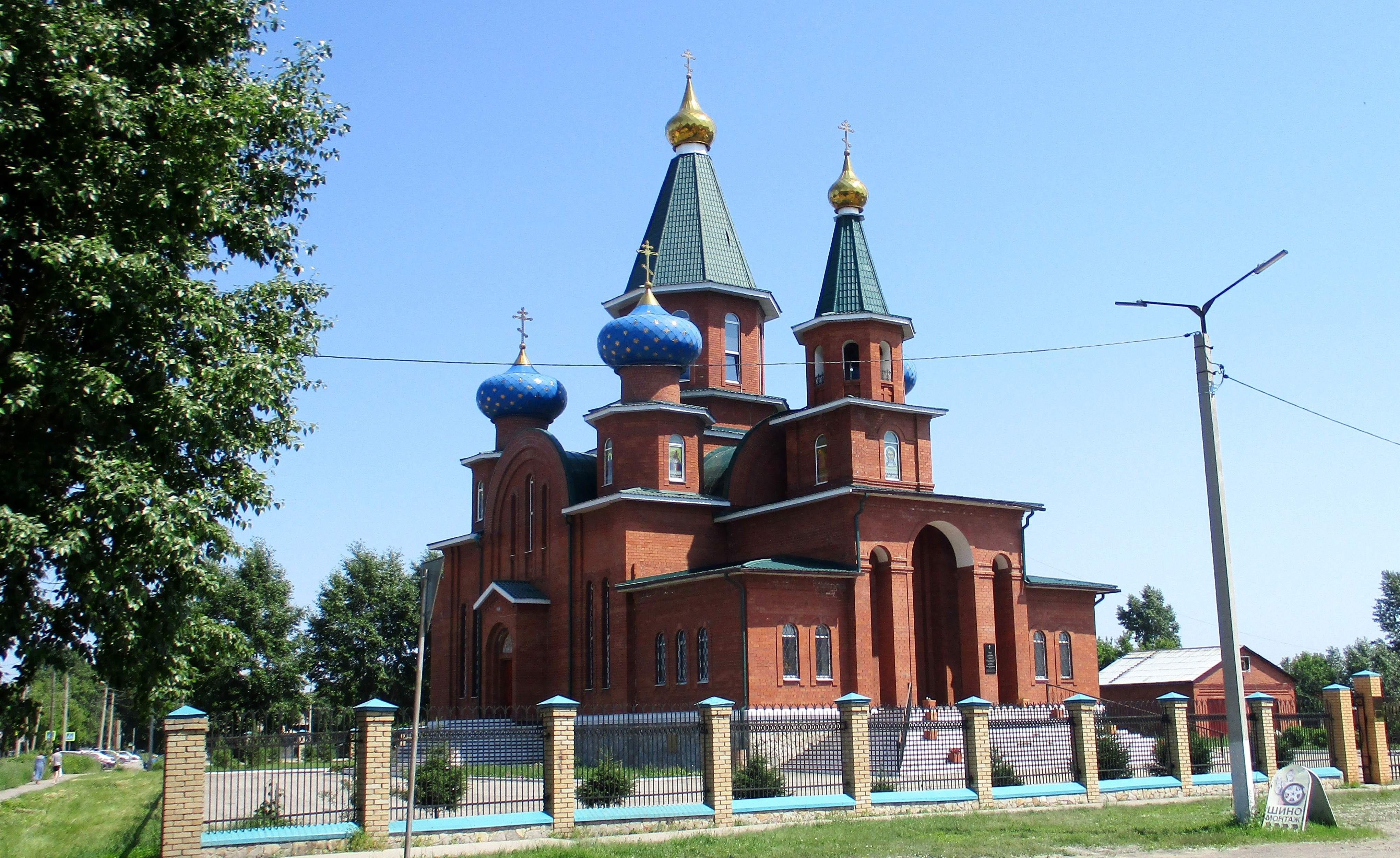
Спасо-Преображенский храм

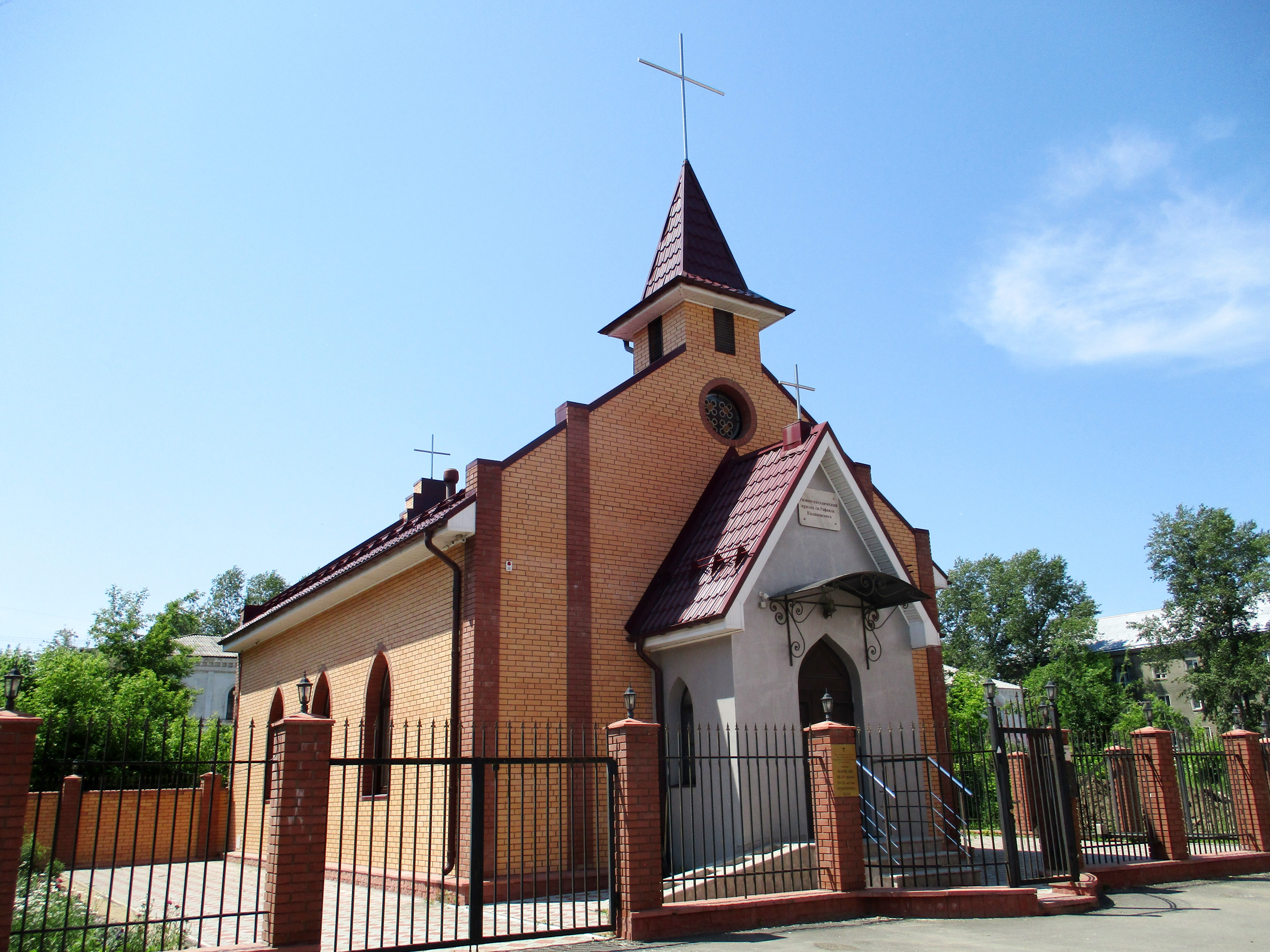
Римсько-католицька парафія св. Рафаїла Калиновського

Усольє-Сибірське — місто в Росії, адміністративний центр Усольського району Іркутської області. До складу району не входить, утворює міський округ Місто Усольє-Сибірське.
Площа — 7,4 тис. гектарів.

## Географія
Розташоване за 90 км на північний захід від Іркутська, на лівому березі річки Ангари, на федеральній автомагістралі «Сибір» та Транссибірської залізничної магістралі. У місті розташована станція Усольє-Сибірське Східно-Сибірської залізниці.

## Історія
Усольє-Сибірське — одне з найстаріших міст в Приангар'ї, засноване в 1669 єнісейськими козаками братами Міхальовими, які виявили на березі Ангари соляне джерело та побудували тут соляну варницю.
З 1947 по 1953 рік поруч з містом був табір, який входив до системи ГУЛАГу.
У 1950-ті роки в рамках постанови Ради Міністрів СРСР від 17 січня 1955 «Про набір в Китайській Народній Республіці робітників для участі в комуністичному будівництві та трудового навчання в СРСР» на підприємствах та будівництвах міста працювали китайські робітники.

## Економіка
Найзначніші підприємства: ТОВ «Усольехимпром», ТО «Усолье-Сибирский Силикон» і ТО «Химстроймонтаж» — входять до групи компаній «Нитол», а також ТОВ «Руссоль», машинобудівний завод ВАТ «УЗГО» (виробництво обладнання для гірничих робіт, нині — ВАТ ПО «Усольмаш»), завод «Усольехимфарм» — виробник фармацевтичної сировини, фанерно-сірниковий комбінат «Байкал», ВАТ «Кристал» (виробництво монокристалів та сцинтиляційних детекторів). На даний момент компанії «Усольехимпром», ТОВ «Усолье-Сибирский Силикон» і ТОВ «Химстроймонтаж» фактично припинили свою діяльність. Виробничі процеси на цих підприємствах зупинені, обладнання демонтується, зараз відбувається ліквідація, знезараження та нейтралізація хімічно небезпечних сполук, що розташовані у великих кількостях на проммайданчику.
Широку популярність здобув курорт «Усолье», де лікують різні захворювання опорно-рухового апарату, травної та периферичної нервової системи за рахунок хлоридно-натрієвої води (розсолу), яку в розведеному вигляді використовують для ванн.

## Транспорт
Усольє-Сибірське пов'язано автобусними маршрутами з селищами та селами Усольського району, а також містами Ангарськом та Іркутськом. Працює залізничний вокзал на станції Усольє-Сибірське, де зупиняються всі приміські, прискорені приміські, пасажирські поїзди та швидкі поїзди (за винятком міжнародних поїздів Москва — Пекін та Москва — Улан-Батор та швидких поїздів Москва — Владивосток («Росія»), Новосибірськ Владивосток). Історична будівля вокзалу не обслуговує пасажирів. Нову двоповерхову будівлю вокзалу побудовано у 1990 році. Крім того, в межах міста є пункти зупинки електропоїздів Зелене містечко, Лужки та Мальтінка.
Пристань на річці Ангарі, де зупиняються теплоходи «Метеор», що йдуть за маршрутом Іркутськ — Братськ.
Внутрішньо-міський транспорт представлено трамваями, автобусами та маршрутними таксі.

## Особливості планування міста
Місто, незважаючи на невелике населення, достатньо протяжне за площею. Традиційно виділяють чотири основні райони міста:
- Привокзальний район;
- 1-у дільницю;
- 2-у дільницю;
- Старе місто.

### Привокзальний район
Почав забудовуватися наприкінці 60-х років. Найбільший житловий масив міста, розташований між трасою М53 і Транссибірською магістраллю. Забудований переважно п'ятиповерховими будинками 70 — 80-х років будівництва, також є п'ять дев'ятиповерхових будинків (на перетині Комсомольського проспекту та проспекту Червоних Партизан, наприкінці проспекту Космонавтів, ще два на виїзді з міста по Ленінському проспекту в південній частині району і один добудований 2011 року). Велика частина торгових центрів міста розташована в Привокзальному районі. З півночі до району примикає міський ставок (в народі «Калтус») — улюблене місце відпочинку городян. У ньому, проте, офіційно заборонено купатися. Постійно піднімаються плани з очищення та благо-устрою навколишньої його території. На північний схід від району розташовано завод гірського устаткування (ВАТ «ВО „Усольмаш“») Основні вулиці району: Ленінський проспект (траса М53), Комсомольський проспект, проспект Червоних Партизан, проспект Космонавтів, вулиця Луначарського.

### Перша дільниця
Неофіційно так називають частину міста, що примикає з півдня до Старого міста. У радянський час ця частина міста стала місцем проживання працівників заводу гірничого обладнання (ВАТ «ВО „Усольмаш“») і ФСК «Байкал». У забудові переважають кам'яні двоповерхові будинки, побудовані в 50 — 60-х роках XX століття, чотириповерхові та п'ятиповерхові будинки 70 — 80-х років. Наприкінці 80-х, початку 90-х років виник новий мікрорайон по вулиці Республіки в районі Центрального ринку. Основні вулиці: Інтернаціональна, Суворова, Молотова, Енгельса, Машинобудівників, Карла Лібкнехта.

### Друга дільниця
Традиційно частина міста багатоповерхової забудови північніше вулиці Куйбишева. У радянський час забудовувався будинками для працівників ВО «Хімпром» та хімфармкомбінат. У забудові переважають 3-х і 4-х поверхові «сталінки» 50-х років, цегляні та великопанельні 4-поверхові будинки та більше нові 5-поверхові. По вулиці Стопані є багато двоповерхових дерев'яних будинків 1930 — 40 — 50-х років будівництва, багато з них в аварійному стані. На перетині двох основних вулиць міста — Леніна та Комсомольського проспекту розташовується Комсомольська площа з палацом культури «Хімік» та готелем «Усольє». Ресторан готелю «Усольє», неофіційно званий «Печера», за радянських часів користувався популярністю у жителів не лише Усолья, а й сусідніх міст завдяки незвичайному внутрішньому оформленню, що нагадує грот печери. З обох боків від площі розташовані Верхній та Нижній парки, колись красиві місця відпочинку, нині вони в запустінні. По вулиці Ватутіна розташовується міська адміністрація. Основні вулиці району: Комсомольський проспект, Леніна, Менделєєва, Ватутіна, Стопані.

### Старе місто
Історична частина міста, розташована на березі річки Ангари, забудована практично повністю будинками приватного сектора. Тут розташовані курорт «Усольє», міський ОМВД, Спасо-Преображенський храм. Основні вулиці — Леніна, Карла Маркса. Північніше Старого міста розташоване селище Каркасне та комбінат «Сибсоль». У радянський час працював пором до острова Красного, де в лісопарковій зоні любили проводити вихідні дні мешканці міста. У 90-х роках пором перестав працювати, а ліс було вирубано.
Невелика частина городян проживає за залізницею, в районі 14 школи та Зеленому містечку. Забудовані вони приватними будинками та дачами, в Зеленому містечку є 2-х поверхові дерев'яні будинки 1950-х років будівництва. У 2010 році почалася заміна старих будинків Зеленого містечка новими тієї ж поверховості.

## Освіта
У місті налічується близько 20 навчальних закладів. Єдиний вищий заклад — філія Іркутського державного технічного університету.

## Клімат
Клімат міста різко континентальний з суворою та тривалою зимою, коротким жарким літом. Загальна тривалість зимового періоду 130—140 діб, літнього 80-110 діб. Осінь та весна мають короткий період від 40-60 діб. На клімат міста суттєво впливають водні маси озера Байкал та Братського водосховища. Зима в місті починається в перших числах листопада (в останні роки осінній період став збільшуватися до кінця місяця) та триває до кінця березня. Найнижчу температуру в місті було зафіксовано в січні 1915 р. — 49.0 гр, найвища в червні 2010 р. — +39.8 гр. Літо починається з 25 травня та триває до перших чисел вересня. Для літа характерні різка зміна погоди від спекотної до прохолодною з частими опадами, особливо в другій половині серпня.
| Клімат {{{location}}}  | Клімат {{{location}}} | Клімат {{{location}}} | Клімат {{{location}}} | Клімат {{{location}}} | Клімат {{{location}}} | Клімат {{{location}}} | Клімат {{{location}}} | Клімат {{{location}}} | Клімат {{{location}}} | Клімат {{{location}}} | Клімат {{{location}}} | Клімат {{{location}}} | Клімат {{{location}}} |
| Показник               | Січ.                  | Лют.                  | Бер.                  | Квіт.                 | Трав.                 | Черв.                 | Лип.                  | Серп.                 | Вер.                  | Жовт.                 | Лист.                 | Груд.                 | Рік                   |
| Середній максимум, °C  | −19                   | −15                   | −5                    | 8                     | 15                    | 22                    | 24                    | 21                    | 14                    | 6                     | −5                    | −14                   | 5                     |
| Середній мінімум, °C   | −27                   | −25                   | −18                   | −7                    | 3                     | 9                     | 12                    | 10                    | 4                     | −5                    | −16                   | −24                   | −7                    |
| Норма опадів, мм       | 5                     | 10                    | 10                    | 20                    | 25                    | 50                    | 100                   | 70                    | 40                    | 25                    | 15                    | 15                    | 385                   |
| ---------------------- | --------------------- | --------------------- | --------------------- | --------------------- | --------------------- | --------------------- | --------------------- | --------------------- | --------------------- | --------------------- | --------------------- | --------------------- | --------------------- |
| Джерело: Яндекс-погода |                       |                       |                       |                       |                       |                       |                       |                       |                       |                       |                       |                       |                       |

## Релігія

### Православ'я
Свято-Нікольський храм.

### Католицтво
Діє жіночий католицький монастир ордена босих кармеліток, заснований в 2002.

### Іслам
Мечеть.

## Відомі люди
- Чижова Надія Володимирівна — легкоатлетка, чемпіонка XX Олімпійських ігор у штовханні ядра.
- Кривченко Олексій Васильович — відомий російський хокеїст, захисник.